# Anadelphia funerea
Anadelphia funerea är en gräsart som först beskrevs av Jacq.-fél., och fick sitt nu gällande namn av Clayton. Anadelphia funerea ingår i släktet Anadelphia och familjen gräs.
Artens utbredningsområde är Guinea. Inga underarter finns listade i Catalogue of Life.